# Shadow of a Man
"Shadow of a Man" là bài hát năm 2025 của Lady Gaga, được thu âm cho album phòng thu thứ bảy của cô, Mayhem (2025).

## Bảng xếp hạng

### Bảng xếp hạng hàng tuần
| Bảng xếp hạng (2025)                              | Vị trí cao nhất |
| ------------------------------------------------- | --------------- |
| Belarus Airplay (TopHit)                          | 136             |
| Canada (Canadian Hot 100)                         | 91              |
| CIS (Tophit)                                      | 84              |
| Pháp (SNEP)                                       | 164             |
| Thế giới Global 200 (Billboard)                   | 85              |
| Hy Lap International (IFPI)                       | 43              |
| Perú Anglo (Monitor Latino)                       | 1               |
| Bồ Đào Nha (AFP)                                  | 120             |
| România Airplay (TopHit)                          | 59              |
| Nga Airplay (TopHit)                              | 55              |
| Anh Quốc Download (OCC)                           | 41              |
| UK Singles Sales (OCC)                            | 42              |
| UK Streaming (OCC)                                | 93              |
| Hoa Kỳ Bubbling Under Hot 100 Singles (Billboard) | 2               |
| Hoa Kỳ Hot Dance/Pop Songs (Billboard)            | 11              |
| Venezuela Anglo Airplay (Monitor Latino)          | 2               |

### Bảng xếp hạng hàng tháng
| Bảng xếp hạng (2025)     | Vị trí cao nhất |
| ------------------------ | --------------- |
| CIS Airplay (TopHit)     | 98              |
| România Airplay (TopHit) | 88              |
| Nga Airplay (TopHit)     | 70              |